# Гордійчук Петро Максимович
Петро́ Макси́мович Гордійчу́к (нар. 6 листопада 1912, Чорнорудка — пом. 13 січня 1991, Каланчак) — український радянський художник театру, режисер і живописець. Брат музикознавця Миколи Гордійчука.

## Біографія
Народився 6 листопада 1912 року в селі Чорнорудці (тепер Бердичівський район Житомирської області, Україна). 1930 року вступив до Київського художнього інституту, але не закінчив його. Навчався у Григорія Світлицького та Євгена Холостенка. 1936 року закінчив театральний технікум при Київському театральному інституті.
У 1946 році був репресований. У 1958–1962 роках працював режисером і художником Львівського музично-драматичного театру у Дрогобичі. З лютого 1972 року по грудень 1978 року працював режисером народного самодіяльного театру імені Леся Курбаса в Підволочиську. 1976 року заснував дитячу художню школу в Підволочиську.
Помер 13 січня 1991 року в Каланчаку.

## Творчість
Оформив вистави:
- «Фауст» Шарля Ґуно (1934, оперна студія Київської консерваторії);
- «Назар Стодоля» Тараса Шевченка (1939, Херсон);
- «На Вкраїні милій» Івана Чабаненка (1946, Рівненський український музично-драматичний театр);
- «Сусіди» Олексія Корнієнка (1958, Львівський музично-драматичний театр);
- «Суперники» Річарда Брінслі Шерідана (1958, Львівський музично-драматичний театр);
- «Іркутська історія» Олексія Арбузова (1962, Народний театр Іловайська);
- «Мати-наймичка» Івана Тогобочного за Тарасом Шевченком (1963, Народний театр Іловайська);
- «На дні» Максима Горького (1969, Народний театр Харцизька);

Автор пейзажів, натюрмортів. Серед картин:
- «Невільник» (1940);
- «Садок вишневий коло хати» (1956);
- «Лісова пісня» (1976);
- портрети Тараса Шевченка.

Брав участь у мистецьких виставках, у тому числі в Тернополі у 1972 році. Персональна відбулася у Львові у 1961 році.